# Vento di settembre
Vento di settembre è un documentario del 2002 diretto da Alexander J. Seiler.

## Trama
Documentario sul rientro degli emigranti che dal sud Italia partirono per la Svizzera tra gli anni sessanta e '70. Molte delle giovani coppie emigrate 40 anni prima, sono ora rientrate.
Pensieri e interviste sul tema di un ritorno a casa tanto agognato e sognato, ma che spesso si presenta più duro del previsto. Il rientro sancisce di fatto una nuova spaccatura con il passato e seppure con le dovute proporzioni, può venir vissuto da alcuni come una seconda emigrazione.

## Produzione
Le riprese sono state effettuate ad Acquarica del Capo.